# Ньютон (округ, Техас)
Шаблон:StateAbbr_ 30°47′ пн. ш. 93°45′ зх. д. / 30.78° пн. ш. 93.75° зх. д.
Округ Ньютон (англ. Newton County) — округ (графство) у штаті Техас, США. Ідентифікатор округу 48351.

## Історія
Округ утворений 1846 року.

## Демографія
За даними перепису 2000 року загальне населення округу становило 15072 осіб, усе сільське. Серед мешканців округу чоловіків було 7688, а жінок — 7384. В окрузі було 5583 домогосподарства, 4092 родин, які мешкали в 7331 будинках. Середній розмір родини становив 3,07.
Віковий розподіл населення поданий у таблиці:
| Стать    | До 15 років | 15-21 | 22-29 | 30-39 | 40-49 | 50-65 | 65-85 | Понад 85 |
| -------- | ----------- | ----- | ----- | ----- | ----- | ----- | ----- | -------- |
| Чоловіки | 1647        | 866   | 776   | 1070  | 1063  | 1300  | 888   | 78       |
| Жінки    | 1519        | 711   | 665   | 987   | 1056  | 1278  | 1039  | 129      |

## Суміжні округи
- Сабін — північ
- Вернон, Луїзіана — північний схід
- Борегард, Луїзіана — схід
- Калкасьє, Луїзіана — південний схід
- Орандж — південь
- Джеспер — захід

## Виноски
1. ↑  U.S. Decennial Census. United States Census Bureau. Процитовано 5 травня 2015.
2. ↑  Texas Almanac: Population History of Counties from 1850–2010 (PDF). Texas Almanac. Процитовано 5 травня 2015.
3. ↑  State & County QuickFacts. United States Census Bureau. Архів оригіналу за 18 жовтня 2011. Процитовано 22 грудня 2013.(англ.) Наведено за англійською вікіпедією.
4. ↑  American FactFinder. Бюро перепису населення США. Архів оригіналу за 26 лютого 2012. Процитовано 31 січня 2008.

| США | Це незавершена стаття з географії США. Ви можете допомогти проєкту, виправивши або дописавши її. |